# Sămănătorul

Reconstituire coperta Sămănătorul din anii 1901-1902

Sămănătorul a fost o revistă literară săptămânală, concepută de către George Coșbuc și Alexandru Vlăhuță și care a apărut la București, între 2 decembrie 1901 și până la 27 iunie 1910 fără întrerupere. A jucat un rol important în viața literară a vremii și a constituit catalizatorul pentru înființarea curentului ideologic și literar care îi poartă numele - Sămănătorismul. Acest curent, promovat de colaboratorii revistei și teoretizat de Nicolae Iorga, susținea, în special prin intermediul paginilor revistei, valorile naționale tradiționale și folclorice, necesitatea culturalizării țărănimii, etc. „Sămănătorul” a publicat numeroase texte folclorice, documente istorice, pagini inedite din opera lui Mihai Eminescu, precum și comentarii privind clasicii literaturii române, traduceri din literatura universală, etc.

## Notă asupra denumirii
Sămănătorul sau Semănătorul? De la nr. 1 din 2 dec. 1901 până la nr. 27 din 29 septembrie 1902, titlul revistei a fost Semănătorul; de la nr. 28 din 4 octombrie 1902 până la sfârșitul anului 1909, titlul s-a schimbat în Sãmănătorul, adăugându-se a treia vocală ă “barbară” cum o numește Tudor Arghezi. în Bilete de papagal; în 1906 la întrebarea unui cititor care este forma corectă, revista răspunde că cea corectă este cu ă: Sãmãnãtorul. În anul 1910, însă, redacția revine la transcrierea inițială cu e: Semănătorul.
 
Înaintea revistei scoase de A. Vlahuță și G. Coșbuc, din îndemnul lui Spiru C. Haret la București au mai apărut două periodice cu titlul Semãnãtorul: prima la Bârlad, de la 27 septembrie 1870, cu întreruperi, până la 12 septembrie 1876; a doua, având subtitlul Revistă pentru popor și școală, la Galați, de la 20 ianuarie până la 20 mai 1899.

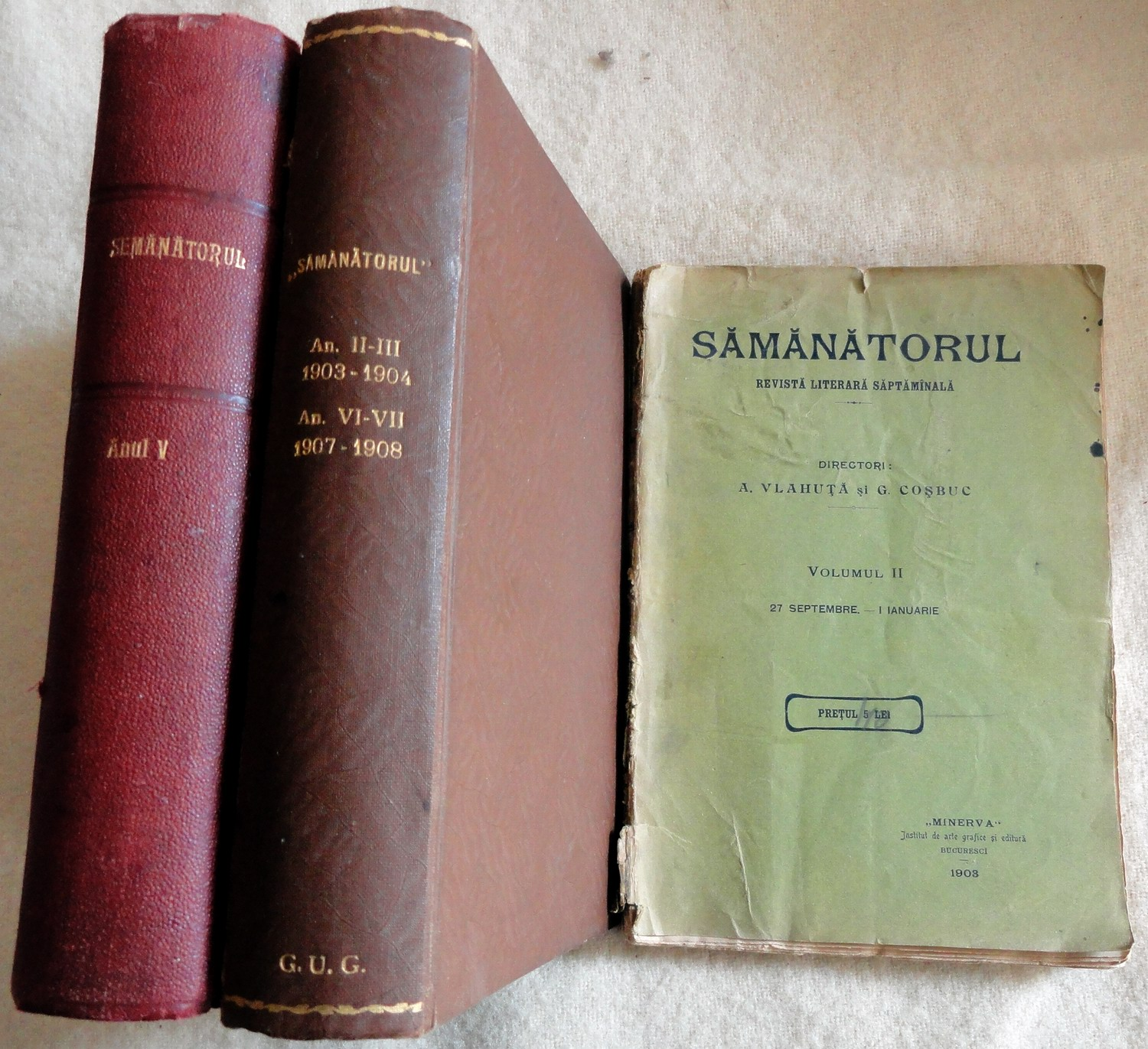
Volume legate Sămănătorul din anii 1902-1908

## Apariția revistei în volume
Revista "Sămănătorul" a apărut și în volume. În anul 1902 s-au tipărit două: volumul I sub denumirea "Semănătorul" cuprindea numerele de la 1 la 26 iar volumul II, numerele de la 27 la 39.

În anii următori au apărut la vânzare în librării volume frumos copertate, cu numerele integral inserate sau cu numere la comandă. Paginația era continuă. Volumele au fost următoarele:

- An I (1901-1902) vol. I, nr. 1-26, pg. 1-416, vol II, nr. 27-39, pg. 1-224
- An II (1903) vol. III, nr. 1-52, pg. 1-834
- An III (1904) vol. IV, nr. 1-52, pg. 1-832
- An IV (1905) vol. V, nr. 1-52, pg. 1-980
- An V (1906) vol. I, nr. 1-26, pg. 1-520, vol II, nr. 27-52, pg. 521-1068
- An VI (1907) vol. I, nr. 1-52, pg. 1-1090
- An VII (1908) vol. I, nr. 1-52, pg. 1-1178
- An VIII (1909) vol. I, nr. 1-51, pg. 1-998
- An IX (1910) vol. I, nr. 1-27, pg. 1-416

## Proiectul viitoarei reviste gândit în vara anului 1901
Discuțiile privind înființarea revistei ,  s-au desfășurat la Vila Sfetea de la Tismana și au participat:
- Gazda, renumitul librar George Sfetea, cumnatul poetului George Coșbuc (ținând pe sora sa mai mică, Elena Sfetea).
- Alexandru Vlăhuță, prezent la  Tismana în vara acelui an în vizită de documentare pentru “România Pitorească]]”, lucrare care va apărea în toamna anului 1901.
- George Coșbuc, interesat de a se angaja în „Administrația Casei Școalelor” și de demararea de către Spiru Haret a programului înființării și funcționării „cercurilor culturale de la orașe și sate”.

Toți erau pentru înființarea unei reviste dar fiecare din vorbitori avea propriile țeluri. George Sfetea era interesat de tipărire. Alexandru Vlăhuță, trimis al ministrului instrucțiunii publice, era interesat de a  gândi “Sămănătorul” ca  „un nou caiet pentru săteni”, susținând campania de culturalizare în sânul țărănimii, inițiată de ministrul instrucției Spiru Haret. Conform acestuia, revista trebuia să promoveze o literatură inspirată de realitățile naționale, acordând întâietate tematicii rurale. George Coșbuc, era interesat de scoaterea unei noi reviste pentru a aplica programul formulat de el pentru revista „Vatra”, care apăruse între 1 ianuarie 1894 și august 1896, dar se abătuse de la program fără să-l urmărească punctual. Coșbuc susținea că:”Trebuie să ne întoarcem, pe cât întoarcerea mai e cu putință, la vatra strămoșească, la obârșia culturală a noastră”. Odată acceptat acest concept, revista „Vatra”  devine și un precursor al curentelor ideologice și culturale de la „Sămănătorul”.

Model de țărancă pentru coperta Sămănătorul

## Problemele legate de format. Coperta și conținutul.
George Sfetea propunea un format de copertă executat de către pictorul Nicolae Grigorescu, cu care el mai colaborase. Propune un model după tabloul în ulei „Țărancă cu oile la poiană” în care să apară și un semănător. În final, se acceptă o copertă cu o țărancă torcând, în dreapta semănătorului, și cu aceiași simbolistică pe care pictorul o gândise pentru îmbrăcăminte. Desculță, simbolizând viața de la țară, cu fustă neagră peste genunchi, cu ie și cârpă albă, combinația alb-negru fiind specifică  portului popular sibian, ungurenesc, combinezon și brâu pe roșu, motivele pe roșu ale brâielor purtându-se în zona subcarpatică din regat.

In privința conținutului se propunea un editorial, o poezie, un reportaj sau o notă de drum, un articol de factură didactică sau de critică literară, un basm sau o piesă de teatru inspirată din literatura orală țărănească, o poezie sau pilde ale marilor poeți ai lumii.

## Programul Sămănătorul
Programul revistei „Sămănătorul”, este expus în articolul programatic, Primele vorbe, nesemnat, se aduc în discuție idei întâlnite cu mult înainte, la Vatra, dar și în alte foi românești. începutul lor se caută uneori cu mult în urmă. Întâmplare nu poate fi că revista Curierul literar publică, în loc de articol programatic, articolul lui M. Kogălniceanu din fruntea Daciei literare, din 1840. Programul Sămănătorului stăruia asupra însemnătății păstrării „limbii și datinii strămoșești" și cerea ca scriitorii să cunoască viața poporului. Osândea scriitorii care puseseră în stihuri amăgirile și durerile micii lor vieți și se înstrăinaseră „de marea viață a poporului, de marile lui suferințe și aspirații". Expectativa a ușurat „mediocrităților pompoase" triumful, se arată mai departe, și a lăsat drum liber „vânturătorilor de fraze goale" să batjocorească limba, în cele mai diverse ocazii. Cei doi directori adresau cuvinte de îmbărbătare, invocând și numele lui Eminescu. „Suflați colbul de pe cronici, cum zice poetul, și faceți să renască virtuțile bătrânilor de atunci în sufletul tinerimii de azi."

Anunț Sămănătorul

Nemulțumit de tonul molcom-moldovenesc al textului, Coșbuc reia ideile directoare ale revistei: “Noi cu literatura astăzi nu mai stăm în mijlocul istoriei noastre, nu stăm nici în mijlocul tradițiilor noastre, nu stăm mai ales în mijlocul poporului nostru: “Fără idealuri nu e luptă și fără luptă nu e nici literatură”; “Am rupt firul tradițiilor, ne batem joc de credința strămoșilor, luăm în deșert instituțiunile țării și așezămintele ei, râdem în pumni de asperațiunile naționale și importăm în literatură (...) - câte și mai câte bolnave idei și cu totul străine spiritului românesc”

Și Alexandru Vlăhuță, în „Sămănătorul” numărul 3, de vineri, 16 decembrie 1901, dezvoltă pe larg bazele conceptuale ale revistei  în articolul „Cărți pentru popor”: „Icoane din trecut, întâmplări vitejești, isprăvi din acelea care-ți înalță sufletul, scene din viața de la țară, pilde și învățături sănătoase date într-o formă atrăgătoare, puterea providențială a unui primar ideal, a unui proprietar, a unui preot, a unui învățător — așa cum îi visăm și cum ar trebui să fie oamenii aceștia — bunătatea, jertfele, munca și izbînzile lor, întrupate în povestiri calde, sugestive, așa ca cititorul să se simtă mișcat ca de lucruri văzute aievea și să capete îndemnul de a-și aduce și el partea lui de bine pe lumea asta, de a se face și el folositor cu ceva țării și neamului lui". Scriitorii sînt chemați să-și facă „datoria", să lupte împotriva importului de idei, a coruperii limbii prin împrumuturi străine. Contestînd simbolismul, revista încurajează acele producții care proslăvesc „marea viață a poporului" român, trecutul lui glorios, „frumusețile acestui pămînt" etc.

## Poeziile programatice Sămănătorul

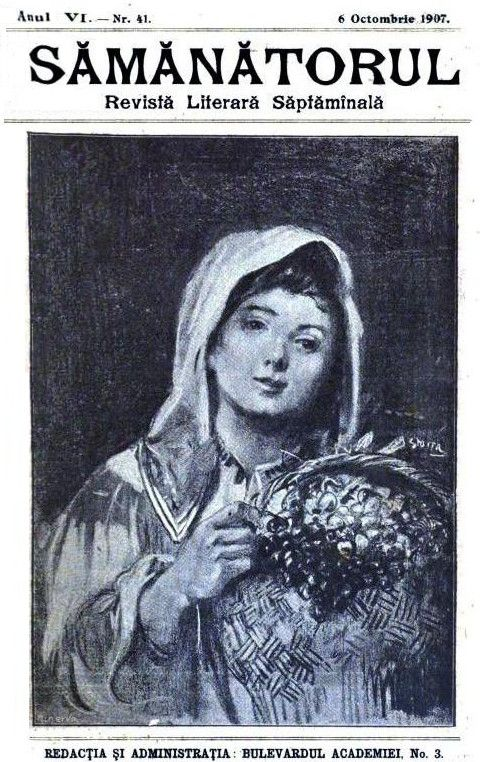
Copertă Sămănătorul, oct. 1907

Se constată că idei asemănătoare cu articolul programatic, Primele vorbe,  exprimau și poeziile din primul număr, putând fi considerate „manifeste" privind orientarea noii reviste. Astfel, Sămănătorul, poezia lui Vlăhuță, înfățișa muncitorul din țarină aruncând sămânța în brazdă. Poezia se încheia cu o urare, în spiritul cuvintelor din articolul programatic.

SĂMĂNĂTORUL
Pășește-n țarină sămănătorul
Și-n brazda neagră, umedă de rouă,
Aruncă-ntr-un noroc viața nouă,
Pe oare va lega-o viitorul.
Sunând, grăunțele pe bulgări plouă:
Speranța, dragostea lui sfîntă, dorul
De-a-mbelșuga cu munca lui ogorul
Le samănă cu mîinile-amîndouă.
Trudește, făcătorule de bine,
Veni-vor, roiuri, alții după tine,
Și vor culege rodul — bogăția.
Tu fii soldatul jertfei mari, depline:
Ca dintr-un bob să odrăslească mia,
Cu sîngele tău cald stropește glia.
Sămănătorul, anul I, nr. 1, 2 decembrie 1901
O poezie mult mai  exaltată scrie George Coșbuc. Poezia lui Coșbuc Fragment epic glorifică faptele de arme ale lui Mircea cel Bătrân, Mihai Viteazul, Ștefan cel Mare, Ion Vodă cel Cumplit și a altor voievozi cu dragoste de țară. Amintirea vitejiei lor trebuia să slujească de îndemn noii generații. Poporul român, arată poetul, nu avea dreptul să se creadă fără „zei" în lume.

Iată-ți gloria de veacuri! Umbre mari din lumea moartă, — 
Ah, că n-am eu glas de tunet ca să pot să le rechem — 
Ne avem și noi Olimpul, și pe-a veșniciei poartă 
Am intrat și noi ; și-ntr-însul zei fără de moarte-avem !
Sămănătorul, anul I, nr. 1, 2 decembrie 1901
 Citiți poezia Fragment epic

O altă poezie ce poate fi considerată programatică era poezia lui Șt. O. Iosif „Către tinerii poeți” deși Șt. O. Iosif  nu era la conducerea revistei. Poezia consemna starea grea în care se găsea poporul român și adresa o chemare poeților pierduți în „nori" și „zări albastre" și visând „flori și stele", să se întoarcă spre soarele „gata să răsară", înălțând „flamura străbună" a dragostei de „lege și de țară". 
Copii răzleți ai mîndrei noastre nații!
De mai trăiește-n voi simțire vie,
Veniți atunci și vă cunoașteți frații !
Sădiți în inimi vechea bărbăție, 
Avînturi mari, eterne aspirații...
Și numele pe veci sfințit vă fie !
Sămănătorul, anul I, nr. 1, 2 decembrie 1901
 Citiți poezia Către tinerii poeți

## Primii colaboratori la Sămănătorul
În numerele apărute în anul 1901 (vineri, 2,9,16,23,30 decembrie) și în cele din anul următor, colaborează printre alții: Dimitrie Anghel, Zaharia Bârsan, Ion Gorun, Ion Agârbiceanu, E. Gîrleanu, C. Moldoveanu, Constanța Hodoș, Ilarie Chendi, R. Cioflec, V. Savel, G. Tutoveanu, Ion Adam, G. Vîlsan, alăturându-se în anii următori și Ioan A. Bassarabescu, Ioan Alexandru Brătescu-Voinești, Emil Gârleanu, George Topîrceanu, Ion Minulescu, Elena Farago, Emil Isac, etc. 

## Directorii Sămănătorul
Între 2 decembrie 1901 și 29 decembrie 1902, directori au fost George Coșbuc și Alexandru Vlăhuță. Între ianuarie 1905 și iunie 1905, direcția a aparținut unui comitet de redacție sub conducerea lui Ilarie Chendi. Din iunie 1905 până în 17 octombrie 1906, animatorul ei a fost istoricul Nicolae Iorga. Din octombrie 1906 până în decembrie 1908, direcțiunea aparține unui comitet compus din  Ștefan Octavian Iosif, Mihail Sadoveanu și Ion Scurtu. După plecarea de la revistă a lui Nicolae Iorga, celor trei redactori li s-a alăturat și Dimitrie Anghel și Constantin Sandu-Aldea, pentru partea literară, și Gheorghe Munteanu Murgoci, pentru partea științifică. Din decembrie 1908, până în decembrie 1909, director al revistei a fost Aurel C. Popovici. Din ianuarie 1910 și până la 27 iunie 1910, direcțiunea aparține unui comitet în frunte cu Ion Scurtu.

## Poeții Sămănătorul
Într-un volum scos la Editura Minerva, în anul 1978, Petru Homoceanul publică poeziile poeților de la Sămănătorul. Ei sunt în ordine alfabetică:  Dimitrie Anghel (pseudonime: V. Ieronim, Măghiran, Teofil Jianu, Gh. Șutzu), Traian Anghelovici, Zaharia Bârsan (pse-: Sîn Petreanul), Ion Bârseanul, Ion Borcia (pse-: I. Corbea în Sămănătorul, Sorin în Familia), Ștefan Braborescu, I. Broșu, N. Budurescu, O. Carp (nume: G.Proca), Panait Cerna (nume-: Panait Stanciof), Maria Cioban-Botiș, Romulus Cioflec, Em. Ciomac, Eugen Ciuchi, Ana Codreanu, George Coșbuc (pse-: G. Boșcu în Tribuna), Maria Cunțan, Alexandru Davila, C. Doboș, Al. G. Doinaru (nume: Alexandru Gheorghiu), Ion Dragoslav, Regina Elisabeta (pse-: Carmen Sylva), Elena Farago (pse-: Fatma în România muncitoare),  A. Forgaci, Zoe G. Frasin, Enric Furtună (nume-: H. Pekelman), Const. C. Giulescu, Octavian Goga (pse-: Tavi în Tribuna), C. Sp. Haznaș, Spiru Sp. Haznaș, Lazăr Iliescu, Șt. O. Iosif, Vasile Lascăr, I. C. Leandru, Ana Manolache-Holda (nume-: Cuța Chiriac), I. M. Marinescu, A. Mîndru, Corneliu Moldovanu, D. Nanu, Natalia Negru-Iosif, G. Orleanu, Oreste (nume: Gh. Georgescu-Oreste), M. Paleologu, Ecaterina Pitiș, Vasile Podeanu, Volbură Poiană (nume-: Constantin Năsturaș), Andrei Popovici Bănățeanu, Dinu Ramură, Mircea Dem. Rădulescu, G. Rotică (nume-: Gavril Rotaru), Ecaterina M. Sadoveanu, G. Săpunaru, Mihail Săulescu, Al. Scepkin, Aurel Seca (pse-: Esca), T. U. Soricu, Artur Stavri, Eugeniu Ștefănescu-Est, D. Teleor (nume-: Dimitrie Constantinescu), C. Teodorescu, G. Tutoveanu (nume-: G.G. Ionescu), George Vâlsan, Alexandru Vlăhuță (pse-: Ada, I. Baltă, Radu, Rareș), N. Vulovici.

## Revista Sămănătorul condusă de Alexandru Vlahuță și Gheorghe Coșbuc
În timpul celor doi directori, mișcarea semănătoristă reușise un lucru extrem de important: un public cititor propriu. Nu cu mai mult de nouă ani în urmă, Caragiale îi declarase în stilul lui propriu, lui Vlahuță:„Degeaba, n-ai pentru cine să scrii, n-ai public”. Acum, „Sămănătorul” fusese bine primit, avea un public fidel dar nu s-ar putea spune că sămănătorismul era gata format sub directoratul lui Vlahuță și Coșbuc. Printre alte presupuneri asupra faptului că ei abandonaseră revista după numai un an de conducere, se numără și aceea că descoperiseră în politica lui Haret „o latură diversionistă” ce i-ar fi determinat să plece spre a se delimita de ideologia revistei. Mai există și alte presupuneri privind abandonarea revistei. Una din ele era că G. Coșbuc, poetul baladelor și idilelor acceptase conducerea „numai pentru a se putea îndepărta de Albina”
Motivul care a atârnat însă cel mai greu în cumpănă, a fost, ca mai întotdeauna prin redacții, criza de generație deși între el și redactorii de bază - Chendi  n. 1871, Iosif, n. 1875, Scurtu, n. 1877 – nu era o diferență de vârstă mai mare de un deceniu. Cu toate acestea, Coșbuc ajunsese „om mare” și în consecință bătrân, pentru că era Laureat al Academiei și membru corespondent al ei, era mereu invitat la palat și la masă de miniștri sau ministeriabili mai de soi sau mai mărunți. „Nu te mai înțelege lumea deloc, deloc” îi striga Chendi, pe când dimpotrivă, Coșbuc nu-i înțelegea pe redactorii mai tineri, nu le accepta orientările și nici mentalitatea.

Poate din cauza discuțiilor cu Chendi, poate din alte rațiuni, George Coșbuc se gândise a lăsa „Sămănătorul” pe mâna acestor redactori tineri cu gândul că își vor da din această nouă poziție mai mult interes. Astfel, între 29 decembrie 1902 și 5 iunie 1905, direcția a fost lăsată într-adevăr unui comitet de redacție dar sub conducerea lui Ilarie Chendi. Din vara anului 1905 și până în 17 octombrie 1906, conducerea va fi preluată de Nicolae Iorga. Ca director la „Sămănătorul”, Iorga strânge cam aceiași durată de timp cât deținuseră direcția Vlahuță și Coșbuc, așa că nu se poate spune nici că semănătorismul fusese gata format pe vremea celor doi, nici că ideologia lui s-a manifestat numai prin Iorga 

Copertă Sămănătorul, oct. 1907

## Revista Sămănătorul în anii următori. Sămănătorismul.
Având în vedere că revista „Sămănătorul” a fost condusă de diverse colective si personalități din lumea literară, nu se poate gândi global ideologia revistei, de la primul până la ultimul număr, fără disocieri dar un curent comun numit semănătorism a existat. Văzut în ansamblul său, datorită unui important public cititor, sămănătorismul a rămas alături de mișcarea poporanistă a lui Spiru Haret unul din curentele ideologice remarcabile ale începutului de secol XX. Apariția lui a contribuit nu numai la culturalizarea maselor dar și la dezvoltarea interesului față de problema țărănească, țărănimea fiind aflată tocmai în acei ani în criză, criza culminând cu răscoalele din anii 1907. Se cansideră totuși de mulți critici literari că principalul artizan al acestui curent a fost Nicolae Iorga deoarece el prețuia, mai bine decât oricare altul, tradițiile noastre istorice și cultural-artistice unde folclorul deține un loc important, valorile noastre naționale, lupta pentru emancipare și eliberare națională. Acestea erau preocupările lui dintotdeauna dar cu ocazia conducerii revistei „Sămănătorul”, el a modelat noile concepte definindu-le, sintetizându-le și teoretizându-le.

Ideea centrală din jurul conceptului „Sămănătorul” se leagă de aspectele cele mai acute privind instrucția și educația permanentă a societății, de necesitatea culturalizării maselor dar și a formatorilor de opinie. Însuși „a semăna” dă de înțeles că reprezentanții acestui curent civic „seamănă” concepțiile lor. Și nu numai în mediul sătesc ca odinioară ci în întreg ansamblul societății.

Frontal site Sămănătorul

## Situl Semănătorul
Într-un efort de a reanima vechi reviste literare, în format online, Artur Silvestri trimite în anul 2007 tuturor prietenilor, o „Scrisoare de Bunavestire”  în care configurează conceptul de bază al noilor reviste literare reînființate online peste circa un veac și din care se adaptează și programul pentru „Sămănătorul”:  „Semănătorul”: „Acesta este un program nu de "ripostă" ci de "re-cucerire", de completare de informație și de alternativă, spărgând "nucleul dominant" ce impune teme, idei și nume într-un canon restrictiv care - dincolo de aspectul simplificator - ucide prin omisiune, "etichetism" stupid și întrerupere de continuitate acolo unde trebuie să existe echilibru și fruct în evoluțiile noastre.” (Artur Silvestri -„Scrisoare de Bunavestire”, 2007) 
  
Răspunde la scrisoare Fundația Tismana, care se simte legată de vechea revistă prin George Coșbuc care-și petrecea mai toate vacanțele la Vila Sfetea de la Tismana. Fundația oferă sprijin logistic, de natură informatică, executând situl „Semănătorul”. Primele pagini definesc conceptul dar redacția de la Tismana, în lipsa unor redactori de specialitate, se limitează pe site-ul Semănătorul,  la oferirea de informații despre rețeaua publicațiilor ARP – Asociația Română pentru Patrimoniu. 

Imagine logo Sămănătorul - Editura online

## Editura Semănătorul – Editura online
În anul următor, datorită numeroaselor scrieri - ce depășeau ca întindere textul unui articol - și care veneau la redacția de la București a publicațiilor ARP,  se înființează „Editura Semănătorul - Editura online” cu un site nou la aceea vreme, azi închis de ARP dar preluat de redacția de la Tismana . Scopul era următorul: ”Pentru a sprijini pe autorii cu mai putină trecere în jungla editorială de azi, ARP creează, începând de la 1 iunie 2008, "Editura online" care va fi un nou sprijin pentru cei care, având talent, nu au și puterea de a-și impune creația făcând-o să iasă la iveală. "Editura online" va publica în formă electronică volume noi, propuse de autori, ușurând astfel contactul acestora cu cititorii din toată lumea dar și cu editorii de cărți "pe hârtie".”
Preluarea volumelor de la autori și punerea lor pe site putând fi efectuată de unul-doi redactori, Fundația Tismana își asumă împreună cu fondatorul său specializat în informatică, gestionarea site-ului. După numai cinci luni, redacția de la Tismana este nevoită să gestioneze conceptual și tehnic, cele două site-uri în totalitate, datorită decesului fondatorului Artur Silvestri. Continuatoarea proiectului, Mariana Brăescu - Silvestri, prin ARP – Asociația Română pentru Patrimoniu, se oferă să sprijine material găzduirea site-urilor pe Internet, un lucru foarte important. Până la împlinirea a trei ani de la decesul scriitorului Artur Silvestri, s-au publicat la această editură online peste 500 de volume, articole de critică literară, recenzii și referințe a peste 100 de autori, unii din ei fiind foarte cunoscuți în lumea universului literar românesc. Proiectul a fost util prin tipărirea ulterioară a volumelor existente pe site, precum și republicarea online în volume revizuite și adăugite, a unor volume deja tipărite, dar pe care, editurile nu mai riscau reeditarea. 
Site-ul Semănătorul și-a extins ulterior activitatea datorită unor condiții obiective:
- pe măsură de numărul de volume s-a mărit s-a ivit și necesitatea de a crea pe situl principal o rubrică pentru articolele de critică literară, recenzii și referințe;[14]
- autorii Semănătorul au simțit nevoia să-și expună prin secvențe video propriile creații și s-a deschis pentru aceasta un cont Semănătorul pe YouTube;[15]
- s-a deschis un cont și pe situl Scribd[16] deoarece s-a simțit nevoia ca autorii să poată să-și pună undeva anunțurile privind lansările de carte, ședințele lor de cenaclu sau alte manifestări legate de volumele publicate.

Depășind aceea masă critică ce atestă un fenomen notabil, „Semănătorul – editura online” s-a dezvoltat continuu, lunar editându-se, începând cu 1 februarie 2009, un Buletin Informativ cu noile apariții.
Nici Buletinul informativ Semănătorul n-a fost suficient pentru cerințele, mereu mai mari, de promovare a scrierilor noi ale autorilor, el editându-se într-o singură pagină web. În consecință, redacția "Semănătorul" de la Tismana a considerat necesară apariția unei reviste aparte și începând cu 1 mai 2011, se editează revista Sămănătorul  cu un editorial și fragmente din aparițiile de cărți noi ale lunii în curs care se trimite de probă prin e-mail. Datorită interesului deosebit de care se bucură noua revistă, redacția Tismana execută pe un design și un standard propriu revista lunară "Sămănătorul" în 40 de pagini, cuprinzând un editorial, rubrica permanentă "În numele speranței" având ca redactor pe prof. univ. dr. Alexandru Melian, fragmente din scrierile de proză, poezie, critică literară, eseu și studii apărute în luna respectivă, precum și prezentări de carte, donații de carte, evenimente literare, link-uri utile, portrete de autor. Foarte important, în reviste au fost inserate pagini din vechea revistă "Sămănătorul" 1901-1910 și a fost distribuit și un număr special grupând toate documentele programatice și conceptul Sămănătorul.  Revista este distribuită prin e-mail în format pdf, tuturor autorilor și colaboratorilor dar s-a considerat necesar să fie citită și în două variante principale:

- în format pdf cu link-uri [20]
- în format FLASH cu link-uri [21]

Revista se mai publică fără link-uri și pe site-ul Scribd 

## Moment de cotitură Semănătorul
Proiectul demarat de "Fundația Tismana" împreună cu ARP - Asociația Română pentru Patrimoniu a funcționat până când, la exact trei ani de la decesul președintelui Artur Silvestri, ARP a suspendat unilateral toate site-urile și publicațiile sale începând cu 1 dec. 2011,  probabil din lipsă de fonduri sau din cutumă bisericească terminându-se doliul propus de preot. Activitatea editorială pe care o desfășura redacția de la Tismana sub sigla "Fundația Tismana" a încetat, spre dezamăgirea a circa 130 de scriitori și colaboratori din întreaga lume. Scrierile publicate pe site-urile suspendate de ARP au fost totuși salvate deschizându-se pe rețeaua Internet două domenii noi pentru transferul operelor literare. Pentru aceasta, redactorul Nicolae N. Tomoniu împreună cu fiul său care avea și el experiență în domeniul asociativ, au creat Asociația „Semănătorul Tismana”, acronim AST, și Asociația „Dorna Tismana”, acronim ADT, site-uri necesare pentru continuarea proiectului editorial pe două direcții: publicistică asociația AST și editură ADT. După un timp, ADT a renunțat la editură, ocupându-se de proiecte pentru tineret.
  Site-ul , a fost preluat de Asociația „Semănătorul Tismana” pe site-ul ei, deoarece vechiul site www.editura-online.ro, este inactiv în prezent. Prin adresa nr. 33/09.01.2013, Biblioteca Națională a României și Centrul Național ISBN, a înregistrat editura "Semănătorul", în cadrul Asociației "Semănătorul Tismana" având director pe Nicolae N. Tomoniu. La puțin timp, (22.01.2013) acesta înregistrează și Revista "Sămănătorul" împreună cu site-ul  la Centrul Național ISSN. Revista publică fragmente din scrierile editurii, editura promovând - după conceptul de acum un secol - volume inedite de proză, poezie, teatru, critică literară, studii și monografii ale unor debutanți sau autori consacrați.
 
Atât „Sămănătorul” cât și „Dorna Tismana” sunt branduri ale Tismanei create la începutul sec. XX, de către G. Coșbuc, Al. Vlahuță și librarul Sfetea care nu pot fi nici „suspendate”, nici înstrăinate fiind motivul parteneriatului din anul 2007 dintre Fundația Tismana și ARP. Acest parteneriat încetând la 1 decembrie 2011  în mod fortuit, brandurile au fost asumate de către Asociația „Semănătorul Tismana”, președinte Nicolae N. Tomoniu și Asociația „Dorna Tismana”, președinte Gheorghe Antonio Tomoniu, care ca localnici doresc ca inițiativele lui George Coșbuc de la începutul secolului trecut, să nu fie date uitării.